# ستيرلينغ بي. سترونج
ستيرلينغ بي. سترونج هو سياسي أمريكي، ولد في 17 أغسطس 1862 في جفرسون سيتي في الولايات المتحدة، وتوفي في 28 مارس 1936 في دالاس في الولايات المتحدة. نشط حزبياً في الحزب الديمقراطي. وقد انتخب عضو مجلس النواب الأمريكي ‏.